# بينكي لي
بينكوس ليف (المعروف باسم بينكي لي)، (2 مايو 1907 - 3 أبريل 1993)، هو ممثل كوميدي هزلي أمريكي. وُلد بمدينة سانت بول بولاية مينيسوتا بالولايات المتحدة الأمريكية في 2 مايو من عام 1907. حصل على نجمة في ممشى المشاهير في هوليوود عام 1960 لنشاطه التليفزيوني. تزوج بينكي لي من «Bebe Dancis» وأنجبا طفلين. ,j,td td 3 أبريل 1993.

## روابط خارجية
بينكي لي على موقع IMDb (الإنجليزية)
- بينكي لي على موقع أول موفي (الإنجليزية)
- بينكي لي على موقع قاعدة بيانات برودواي على الإنترنت (الإنجليزية)
- بينكي لي على موقع إن إن دي بي (الإنجليزية)
- بينكي لي على موقع قاعدة بيانات الفيلم (الإنجليزية)
- بينكي لي على موقع كينوبويسك (الروسية)